# Hormoni tiroidieni
Hormonii tiroidieni sunt doi hormoni produși și eliberați de glanda tiroidă: triiodotironina (T3) și tiroxina (T4). Sunt derivați ai tirozinei, fiind responsabili, în primul rând, de reglarea metabolismului. Deoarece acești hormoni conțin iod, deficiență de iod duce la scăderea producției de T3 și T4, provoacă hipertrofie tiroidiană, ducând la formarea de gușă. Principala formă de hormon tiroidian din sânge este tiroxina (T4), care are un timp de înjumătățire mai lung decât T3.  La om, raportul dintre T4 și T3 eliberați în sânge este de aproximativ 14:1.  T4 este convertit în T3 activ în interiorul celulelor (care este de la trei până la cinci ori mai potent decât T4), prin intermediul deiodinazei (5'-iodinaza). Prin decarboxilare și deiodare, hormonul tiroidian este transformat în iodotironamină (T1a ) și tironamină (T0a). Toate cele trei izoforme ale deiodinazelor (enzime esențiale pentru activarea hormonilor tiroidieni) conțin seleniu - un element esențial pentru producția de T3.
Edward Calvin Kendall a izolat prima dată tiroxina în 1915. În 2018, levotiroxina, o formă sintetică a tiroxinei, a fost al doilea cel mai frecvent prescris medicament din Statele Unite, cu peste 105 milioane de rețete.   Levotiroxina se află pe lista medicamentelor esențiale a Organizației Mondiale a Sănătății . 

## Funcție
Aproape că nu este celulă în organism asupra căreia hormonii tiroidieni să nu acționeze. Efectele generale ale hormonilor tiroidieni sunt: cresc rata metabolică bazală, afectează rata de sinteză a proteinelor, ajută la reglarea creșterii oaselor lungi (în sinergie cu hormonul de creștere), reglează maturarea neuronală, influențează metabolismul carbohidraților și al grăsimilor, și crește sensibilitatea organismului la catecolamine (spre exemplu, adrenalina) prin permisivitate. Hormonii tiroidieni sunt esențiali pentru dezvoltarea și diferențierea normală a tuturor celulelor corpului uman. Numeroși stimuli fiziologici și patologici influențează sinteza hormonilor tiroidieni.
Hormonii tiroidieni, prin stimularea metabolismului bazal, generează căldură. Cu toate acestea, tironaminele funcționează printr-un mecanism încă necunoscut pentru a inhiba activitatea neuronală; acest fapt joacă un rol important în ciclurile de hibernare ale mamiferelor și în comportamentul de năpârlire al păsărilor. Astfel, la administrării tironaminelor, temperaturii corpului scade semnificativ.

## Utilizare medicală
Atât T3 cât și T4 sunt utilizați pentru tratarea deficitului hormonal tiroidian (hipotiroidism). Ambii sunt absorbiți eficient de stomac, deci pot fi administrați pe cale orală. Levotiroxina (forma sintetică de T4) este metabolizată mai lent și, prin urmare, se administrază doar o dată pe zi. Hormonii tiroidieni desecați natural se produc din glandele tiroide porcine, și reprezintă un tratament hipotiroidian „natural”, conținând 20% T3 și urme de T2, T1 și calcitonină. De asemenea, sunt disponibile combinații sintetice de T3/T4 în raporturi diferite (de exemplu, medicamentul liotrix), precum si  forme medicamentoase necombinate (litrionina). Levotiroxina sodică reprezintă prima linia de tratament, însă unii pacienți simt că tolerează mai bine hormonii tiroidieni desecați. Medicamentele tiroidiene au efecte diferite, care se datorează diferitelor unghiuri de torsiune ale atomilor componenți care înconjoară locul reactiv al moleculei. 
Tironaminele încă nu au utilizări medicale, deși s-a propus folosirea lor pentru inducerea controlată a hipotermiei, care determină creierul să intre într-un ciclu protector, util în prevenirea înrăutățirii stării pacientului suferind de șoc ischemic.
Tiroxina sintetică a fost produsă pentru prima dată de Charles Robert Harington și George Barger în 1926.

### Formule tiroidiene

Structura (S)-tiroxinei (T_{4}).

(S) -triiodotironina (T_{3}, numită și liotironină).

Majoritatea oamenilor sunt tratați cu levotiroxină sau cu un hormon tiroidian sintetic similar.    Polimorfismele compusului au solubilități și potențe diferite.  În plus, suplimentele naturale de hormoni tiroidieni (de proveniență animală) sunt încă disponibile.    Levotiroxina conține doar T4, fiind în mare măsură ineficientă pentru pacienții care nu pot converti T4 în T3.  Acești pacienți pot alege să ia hormon tiroidian natural, deoarece conține un amestec de T4 și T3,      sau să suplimenteze tratamentul cu hormon sintetic T3.  În general, T3 sintetic este preferat datorită diferențelor potențiale dintre produsele tiroidiene naturale. Totuși, tratamentul trebuie personalizat după particularitățile fiecărui pacient.  Hormonii tiroidieni nu sunt, de obicei, periculoși pentru femeile însărcinate sau pentru mamele care alăptează, dar trebuie administrați sub supravegherea medicului. De fapt, dacă o femeie cu hipertiroidism este lăsată netratată, bebelușul are un risc mai mare de defecte congenitale, decât cel apărut în urma tratamentului. Când este însărcinată, o femeie cu o hipofuncție tiroidiană va trebui să-și mărească doza terapeutică de hormon tiroidian.  Hormonii tiroidieni pot agrava afecțiunile cardiace, în special la pacienții vârstnici; prin urmare, tratamentul acestor pacienți se începe cu doze mai mici, aceastea fiind crescute progresiv, pentru a evita riscul de infarct. 

## Producție

### La nivel central

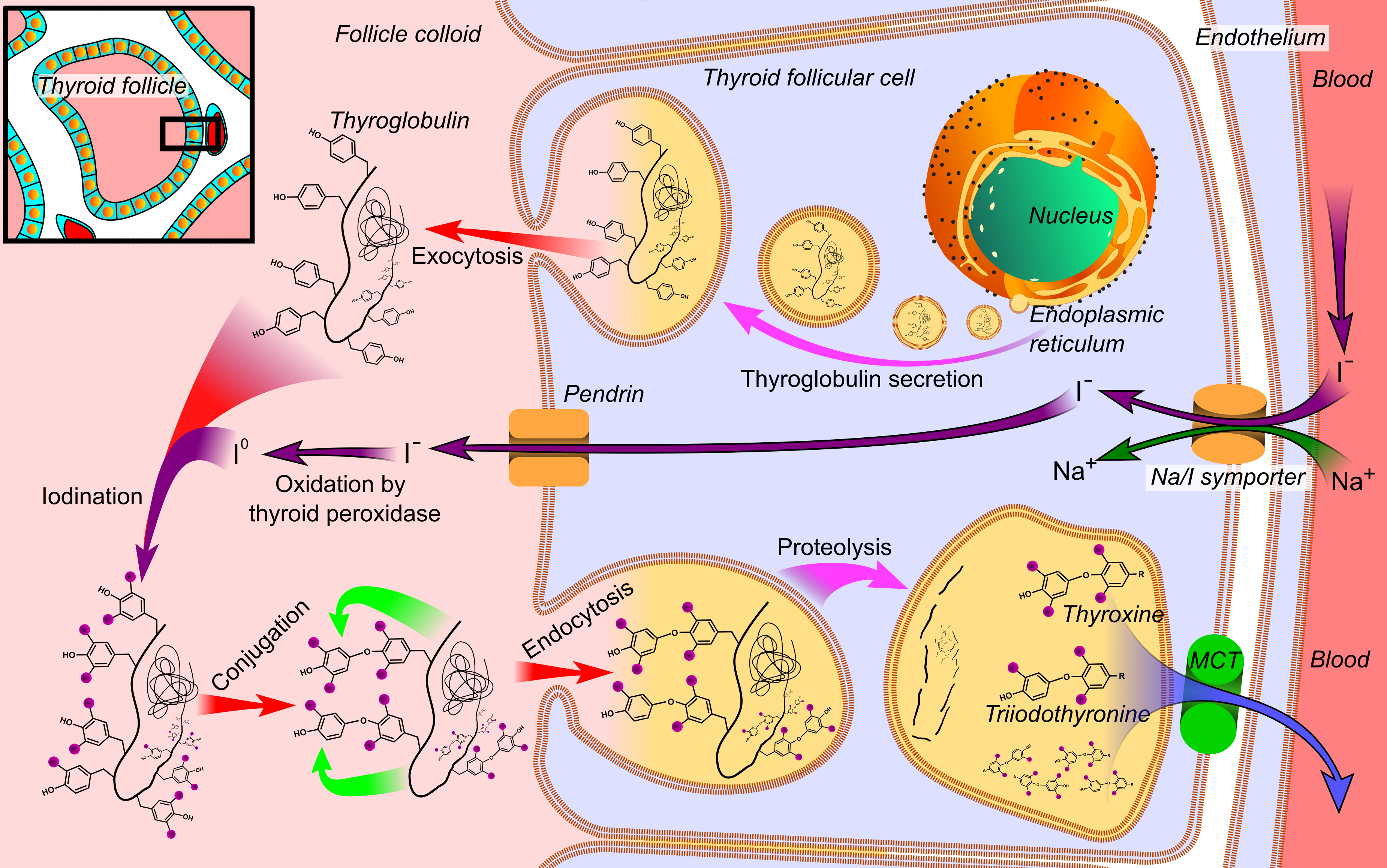
Sinteza hormonilor tiroidieni, așa cum se petrece într-o celulă foliculară tiroidiană:
- Tiroglobulina este sintetizată în reticulul endoplasmatic rugos și urmează calea secretorie pentru a intra prin exocitoză în coloidul din lumenul foliculului tiroidian.
- Între timp, un simportor sodiu-iod (Na/I) pompează doi ioni de Na laolaltă cu un ion de iodură (I^{-}), care anterior a traversat endoteliul celulei cuboide foliculare prin mecanisme în mare parte necunoscute.
- Pe la polul apical, iodul trece în coloidul din lumenul folicular, folosind pendrina (proteină transportoare), într-o manieră pretins pasivă.
- În coloid, iodura (I^{-}) este oxidată la iod (I^{0}) de către peroxidaza tiroidiană.
- Iodul (I^{0}) este foarte reactiv și iodează tiroglobulina la reziduuri de tirozină (tiroglobulina conține aproximativ 120 de reziduuri de tirozină).
- Prin conjugare, reziduurile de tirozină adiacente se împerechează.
- Tiroglobulina reintră în celula foliculară prin endocitoză.
- Diferite proteaze eliberează molecule de tiroxină și triiodotironină, prin proteoliza tiroglobulinei
- Efluxul tiroxinei și triiodotironinei din celulele foliculare în sânge, care se crede a se realiza printransportorul monocarboxilat (MCT) 8 și 10.

Hormonii tiroidieni (T4 și T3) sunt produși de celulele foliculare ale glandei tiroide, iar secreția lor este regularizată de TSH-ul produs de tirotropii glandei pituitare anterioare. Efectele T4 in vivo sunt mediate de T3 (T4 fiind convertit în T3 în țesuturile țintă). T3 este de trei până la cinci ori mai activ decât T4.
Tiroxina (3,5,3′,5′-tetraiodotironina) este produsă de celulele foliculare ale glandei tiroide, ca urmare a scindării enzimatice a tiroglobulinei.
Pașii acestui proces sunt următorii: 
1. Simportorul Na+/I- aduce în citoplasmă, prin membrana bazală, doi ioni de sodiu împreună cu un ion iodură. Acesta este un transportor activ secundar, care utilizează gradientul de concentrație al Na+ pentru a transporta I- împotriva împotriva propriului gradient de concentrație.
2. Cu ajutorul pendrinei poziționată apical, I- ajunge din celulă în coloidul folicular.
3. Tiroperoxidaza oxidează doi I- pentru a forma I2. Ionul I- este puțin reactiv, încât numai iodul oxidat, mai reactiv, este necesar pentru pasul următor.
4. Tiroperoxidaza iodează reziduurile de tirozină ale tiroglobulinei din coloid (tiroglobulina a fost sintetizată anterior în reticului endoplasmatic rugos a celulei foliculare, și exocitată în coloid).
5. Tiroglobulina iodată se leagă de megalină (un receptor de suprafață a celulei foliculare) pentru a fi endocitată înapoi în celulă.
6. Această endocitoză este stimulată de TSH (tirotropină, hormon de stimulare tiroidiană produs de adenohipofiză) care se leagă de un receptor cuplat cu proteina G situat bazo-lateral.
7. Veziculele endocitate fuzionează cu lizozomii celulei foliculare. Enzimele lizozomale scindează T4 (tiroxina) din tiroglobulina iodată.
8. Hormonii tiroidieni traversează membrana celulei foliculare, pe la polul bazal, către vasele de sânge, printr-un mecanism încă necunoscut.  În mod curent, s-a afirmat că difuzia este principalul mijloc de transport în acest caz, [24] însă studii mai recente indică faptul că transportorul monocarboxilat (MCT) 8 și 10 joacă roluri majore în efluxul hormonilor tiroidieni din celulele tiroidiene. [22] [23]

Tireoglobulina (Tg) cântărește 660 kDa, fiind o proteină dimerică produsă de celulele foliculare ale tiroidei. Este utilizată exclusiv de glanda tiroidă.  Tiroxina este produsă prin atașarea atomilor de iod la nucleii benzenici ale reziduurilor de tirozină ce se găsesc în tiroglobulină; tiroxina (T4) conține patru atomi de iod, în timp ce triiodotironina (T3), altfel identică cu T4, are cu un atom de iod mai puțin pe moleculă. Tiroglobulina reprezintă aproximativ jumătate din conținutul de proteine al glandei tiroide.  Fiecare moleculă de tiroglobulină conține aproximativ 100–120 reziduuri de tirozină, dintre care doar un număr mic (<20) este supus iodării catalizate de tiroperoxidază.  Aceeași enzimă catalizează apoi „cuplarea” tirozinelor modificate, două câte două, printr-o reacție mediată de radicali liberi. Ulterior, aceste molecule biciclice iodate sunt eliberate prin hidroliza proteinei, rezultând T3 și T4. Prin urmare, fiecare proteină de tiroglobulină produce cantități foarte mici de hormon tiroidian (experimental s-a constat că se produc 5–6 molecule fie de T4, fie de T3, per tiroglobulină). 
Reziduurile de tirozină din tiroglobulină sunt iodate la inelele fenolice, la una sau ambele poziții orto, relativ la gruparea hidroxil, producând monoiodotirozină (MIT) sau diiodotirozină (DIT). Prin urmare, vor exista 1–2 atomi de iod, legați covalent, per reziduu de tirozină. Cuplarea suplimentară a două reziduuri de tirozină complet iodate, catalizată de tiroperoxidază, produce precursorul peptidic (încă legat de tiroglobulină prin legătură peptidică) al tiroxinei (T4), iar cuplarea unei molecule de MIT și a unei molecule de DIT produce precursorul peptidic al triiodotironinei (T3): 
- MIT (peptidic) + DIT (peptidic) → triiodotironină peptidică (în cele din urmă eliberată ca triiodotironină, T3)
- DIT (peptidic) + DIT (peptidic)  → tiroxină peptidică (în cele din urmă eliberată ca tiroxină, T4)

### La nivel periferic
Se crede că tiroxina (T4) este un prohormon și un rezervor pentru pentru hormonul mai activ - T3.  T4 este transformat în țesuturi, după necesități, în T3 de către enzima iodotironină deiodinază.  Deficitul deiodinazei poate imita simptomatic hipotiroidismul, ca urmare a deficitului de iod.  T3 este mai activ decât T4,  deși este secretat în cantitate mai mică la nivelul tiroidei.

### Inițierea producției la făt
Hormonul eliberator de tirotropină (TRH) începe a fi produs de hipotalamus de la vârsta fetală de 6-8 săptămâni, iar secreția hormonului stimulator tiroidian (TSH) din hipofiza fetală devine evidentă după 12 săptămâni de gestație. Producția fetală de tiroxină (T4) atinge un nivel semnificativ clinic la 18–20 săptămâni.  Triiodotironina fetală (T3) rămâne scăzută (sub 15 ng/dL) până la 30 de săptămâni de gestație și crește la 50 ng/dL la termen.  Autosuficiența fetală de hormoni tiroidieni protejează fătul împotriva anomaliilor de dezvoltare cauzate de hipotiroidismul matern. 

### Deficitul de iod
Dacă există un deficit de iod în dietă, tiroida nu va putea produce suficienți hormoni tiroidieni. Lipsa hormonilor tiroidieni va duce, prin feedback negativ asupra hipofizei, la creșterea producției de hormon stimulator tiroidian (TSH), care duce la mărirea tiroidei (starea medicală rezultată se numește gușă coloidă endemică).  Scopul acestei creșteri este creșterea capacității tiroidei de captare a iodului, în încercarea de a compensa deficiența de iod pentru a produce cantități adecvate de hormoni tiroidieni.

## Circulația și transportul

### Transportul plasmatic
Majoritatea hormonului tiroidian care circulă în sânge este legat de proteine transportoare, și doar o fracțiune foarte mică este nelegată și activă biologic. Prin urmare, măsurarea concentrațiilor de hormoni tiroidieni liberi este importantă pentru diagnostic, în timp ce măsurarea nivelurilor totale de hormoni poate induce in eroare.
Hormonul tiroidian din sânge este, de obicei, distribuit după cum urmează: 
| Tip                                                                                     | Procent |
| --------------------------------------------------------------------------------------- | ------- |
| legat de globulina de legare a tiroxinei (TBG)                                          | 70%     |
| legat de transtiretină - denumită și "prealbumină de legare a tiroxinei" (TTR sau TBPA) | 10-15%  |
| legat de albumină                                                                       | 15-20%  |
| T4 nelegat (fT4)                                                                        | 0,03%   |
| T3 nelegat (fT3)                                                                        | 0,3%    |

În ciuda faptului că sunt lipofili, hormonii T3 și T4 traversează membrana celulară prin transport activ, dependent de ATP. 
T1a și T0a sunt încărcați pozitiv și nu traversează membrana; se crede că funcționează prin intermediul receptorului asociat aminei TAAR1 (TAR1, TA1), o clasă a receptorilor cuplați cu proteina G.

### Transportul membranar
Contrar intuiției, deși sunt lipofili, hormonii tiroidieni nu pot traversa membranele celulare în manieră pasivă. Caracterul acid al grupului fenolic al hormonului este accentuat de atomii de iod din pozițiile orto, rezultând o sarcină negativă la pH fiziologic. Astfel, hormonii au nevoie de transportori pentru a fi introduși în celule. La om au fost identificați mai mult de 10 transportori activi de iodotironină. Aceștia mențin concentrația intracelulară a hormonilor tiroidieni mai mare decât în plasma sanguină sau în interstițiu. 

### Transportul intracelular
Se știu puține despre cinetica intracelulară a hormonilor tiroidieni. În 2007 s-a demonstrat că cristalina CRYM leagă 3,5,3'-triiodotironina (T3) in vivo. 

## Mecanism de acțiune
Hormonii tiroidieni funcționează printr-un mecanism bine studiat ai receptorilor nucleari, denumiți receptori ai hormonilor tiroidieni (TR). Acești receptori se leagă de regiuni ale ADN-ului, situate lângă gene, numite elemente de răspuns hormonal tiroidian (TRE). Tot de aceste elemente de răspuns hormonal tiroidian se pot lega și proteinele corepresoare. Complexul receptor-corepresor-ADN blochează transcrierea genelor. 
Odată pătrunsă în celulă, triiodotironina (T3), care este forma activă a tiroxinei (T4), se leagă de receptorii hormonilor tiroidieni. Ca urmare a schimbării conformaționale a receptorului, corepresorii din complexul receptor-corepresor-ADN sunt dislocați, iar proteinele coactivatoare și ARN polimeraza sunt recrutate, activând transcripția genei specifice.  Deși acest model funcțional a fost confirmat experimental în mod repetat, rămân multe întrebări deschise. 
Mai recent, s-au obținut dovezi genetice pentru un al doilea mecanism de acțiune al hormonilor tiroidieni, care implică unul dintre aceiași receptori nucleari, TRβ (cealaltă izoformă a receptorului fiind TRα), care acționează rapid în citoplasmă prin PI3K (fosfoinozitidă 3-kinază).   Acest mecanism este conservat la toate mamiferele, dar nu la pești și amfibieni, reglând dezvoltarea creierului  și metabolismul adultului.  Mecanismul acționează paralel cu cel al receptorilor nucleari: în absența hormonului, TRβ se leagă de PI3K inhibându-i activitatea, dar când hormonul tiroid este valabil, complexul se disociază, activitatea PI3K crește, iar perechea hormon-receptor difuzează în nucleu. 

### Stimularea apoptozei la mormoloci
Tiroxina și iodul stimulează apoptoza spectaculoasă a celulelor branhiilor, cozii și aripioarelor larvare în metamorfoză amfibiană, și stimulează evoluția sistemelor lor nervoase, transformând mormolonul acvatic, de dietă vegetariană, în broasca terestră, de dietă carnivoră. De fapt, broasca amfibiană Xenopus laevis servește ca model ideal pentru studierea mecanismelor apoptozei.    

### Efectele triiodotironinei
Efectele triiodotironinei (T3), care este forma metabolică activă a tiroxinei, sunt:
- Creșterea debitului cardiac
- Creșterea ritmului cardiac
- Creșterea ventilației
- Creșterea ratei metabolice bazale
- Potențearea efectele catecolaminelor (i.e. crește activitatea simpatică)
- Favorizarea dezvoltării creierului
- Îngroșarea endometrului la femei
- Creșterea catabolismului proteinelor și glucidelor [46]
- Reducerea colesterolului din sânge [37]

## Măsurarea funcției tiroidiene
A se vedea articolul despre testele funcției tiroidiene.
Triiodotironina (T3) și tiroxina (T4) pot fi măsurate ca T3 liber și T4 liber, rezultând indicatori ai activităților lor în organism.  De asemenea, se poate măsura T3 total și T4 total, când se ia în calcul și globulina de legare a tiroxinei (TBG).  Un parametru înrudit este indicele de tiroxină liberă, care se obține înmulțind T4 total cu procentul de absorbție al hormonilor tiroidieni. Cu cât procentul de absorbție al hormonilor tiroidieni este mai mic,  cu atât cantitatea de TBG nelegată (i.e. nesaturată) este mai mare.  În plus, tulburările tiroidiene pot fi detectate prenatal, folosind tehnici avansate de imagistică și testând nivelurile hormonilor fetali. 

## Boli conexe
Atât excesul, cât și deficitul de tiroxină pot provoca patologii. Printre cele mai cunoscute, sunt:
- Hipertiroidismul (un exemplu este boala Graves) este sindromul clinic cauzat de excesul de tiroxină sau/și triiodotironină liberă circulantă. Hipertiroidismul afectează aproximativ 2% dintre femei și 0,2% dintre bărbați. Termenul "tirotoxicitate" este adesea utilizat pentru desemnarea hipertiroidismului, deși există diferențe subtile. Tirotoxicitatea cuprinde cazurile de exces hormonal accidental (supradoză de hormoni sintetici), pe când hipertiroidismul se referă strict la boala cauzată de glanda tiroidă hiperactivă.
- Hipotiroidismul (tiroidita Hashimoto ) apare în cazul deficitului de tiroxină și/sau triiodotironină.
- Depresia clinică poate fi uneori cauzată de hipotiroidism. [50] Unele cercetări [51] au arătat că hormonul T3 se găsește în joncțiunile sinapselor, reglând cantitățile și activitățile serotoninei, norepinefrinei și acidului γ-aminobutiric (GABA) din creier.
- Căderea părului poate fi uneori atribuită disfuncționalității T3 și T4.

Copiii născuți prematur pot suferi tulburări de neurodezvoltare datorită lipsei hormonilor tiroidieni materni, de vreme ce tiroida născutului prematur nu poate satisface propriile nevoi postnatale.  De asemenea, în timpul sarcinii, asigurarea nivelurilor adecvate de hormon tiroidian matern este esențială dezvoltării normale a fetusului.  Hipotiroidismul congenital apare o dată la fiecare 1600-3400 de nou-născuți, manifestându-se asimptomatic în primele săptămâni după naștere. 

## Medicamente anti-tiroidiene
Absorbția de iod împotriva propriului gradient de concentrație este efectuată de un simportor sodiu-iod, fiind în legătură funcțională cu pompa 3Na/2K ATP-ază. Percloratul și tiocianatul sunt medicamente care pot concura cu iodul pentru utilizarea simportorului. Compuși precum: goitrina, carbimazolul, metimazolul, propiltiouracilul pot reduce producția de hormoni tiroidieni, interferând cu procesul de oxidare al iodului. 